# Marynopole (osada leśna)
Marynopole – osada leśna w Polsce, położona w województwie lubelskim, w powiecie kraśnickim, w gminie Gościeradów.
W latach 1975–1998 miejscowość administracyjnie należała do województwa tarnobrzeskiego.